# Thinophilus dubiosus
Thinophilus dubiosus är en tvåvingeart som först beskrevs av Philippi 1865.  Thinophilus dubiosus ingår i släktet Thinophilus och familjen styltflugor. Inga underarter finns listade i Catalogue of Life.